# Cantone di Baba
Il cantone di Baba è un cantone dell'Ecuador che si trova nella provincia di Los Ríos.
Il capoluogo del cantone è Baba.